# 陸完學
陸完學（1569年—？），字汝成，号鳳台，南直隶常州府武進縣人。明朝政治人物。

## 生平
萬歷二十五年（1597年）丁酉科举人，三十五年丁未科進士，令掖县，擢兵部車駕司主事，移礼部主事，升祠祭司员外郎，晉郎中。出爲浙江杭严兵备参政。岁饥，米价腾踊，民情汹汹。或议减价出示，完学独谓：吾正欲昂价以来之，杭不产米，必资外輓。若减价则商裹足矣。越数日，商舟踵至，价果平，民赖以安。歴江西按察使、福建右布政使，天启五年会推太僕寺卿，削籍歸。
崇禎元年（1628年）起復光禄寺卿，二年擢僉都御史，巡撫浙江。先是滨海飓风大作，堤岸如徙，潮从城堞入，漂没生齿万计。完学撫浙，首举修筑海塘，浙民免患。後代李邦華爲兵部尚书，加太子太保。

## 家族
曾祖陸桂。祖父陸奎，训导。父陆南阳，字伯明，以贡授善化知县，纤毫无染，赎锾悉以积谷赡诸生，上官有不便于民者，争之必得乃已，久之曰：吾倦游矣！遂谢事归。前母王氏，母陳氏。永感下。